# Avenida Brasil (telenovela)
Avenida Brasil é uma telenovela brasileira produzida e exibida pela TV Globo de 26 de março a 19 de outubro de 2012, em 179 capítulos. Substituiu Fina Estampa foi substituída por Salve Jorge, sendo a 3.ª "novela das nove" transmitida pela emissora. 
Criada por João Emanuel Carneiro, com a colaboração de Antonio Prata, Luciana Pessanha, Alessandro Marson, Márcia Prates e Thereza Falcão, teve a direção de Gustavo Fernandez, Thiago Teitelroit, Paulo Silvestrini, André Câmara e Joana Jabace. A direção geral foi de José Luiz Villamarim e Amora Mautner. com a direção de núcleo de Ricardo Waddington.
Contou com Débora Falabella, Adriana Esteves, Murilo Benício, Cauã Reymond, Marcello Novaes, Vera Holtz, José de Abreu, Marcos Caruso, Eliane Giardini e Heloísa Perissé nos papéis principais.
Em apenas seis meses, direitos de exibição foram licenciados em 106 países e, posteriormente, em outros 24, somando 130 países. A novela já foi licenciada por 150 países, e dublada em 19 línguas, como espanhol, árabe, grego, russo e francês. Tornou-se a novela brasileira mais vendida para o exterior. Avenida Brasil se tornou um fenômeno em todo o mundo e foi líder de audiência em vários países, como Argentina, Uruguai, Venezuela, Paraguai, Portugal, Chile, Marrocos, e em seu país de origem Brasil, ficando diariamente nos trending topics desses países.
O sucesso foi tanto que em 2016, Avenida Brasil e Vale Tudo foram eleitas pela revista Veja as "melhores novelas brasileiras" de todos os tempos.  E além disso, uma matéria sobre a novela foi publicada em outubro de 2012 pela revista estadunidense Forbes, especializada em economia e negócios. Segundo a publicação, Avenida Brasil gerou um faturamento de cerca de R$ 1 bilhão durante os sete meses de exibição, possivelmente chegando a R$ 2 bilhões, levando em conta os mais de 500 anúncios publicitários veiculados pela rede de emissoras afiliadas.

## Enredo

### Primeira fase
Rio de Janeiro, 1999. Genésio (Tony Ramos) é um viúvo solitário de classe média baixa que trabalhava como motorista, e que acaba de se casar com Carminha (Adriana Esteves), uma mulher aparentemente bondosa, mas que esconde ser ambiciosa e só pensa em se aproveitar de Genésio, aplicando-lhe um golpe pra ficar com seu dinheiro. O plano seria bem sucedido se não fosse a esperta Rita (Mel Maia), filha de Genésio, que sempre teve um desprezo por Carminha e a desmascara para seu pai. Mas é tarde demais, e o pior acontece. Genésio morre atropelado em plena Avenida Brasil pelo craque de futebol Jorge Tufão (Murilo Benício), oriundo do fictício bairro suburbano do Divino, na zona norte do Rio de Janeiro, e que acabara de vencer o campeonato carioca pelo time do Flamengo. Este, sentindo-se culpado pela morte de Genésio, decide se aproximar da recém-viúva Carminha para confortá-la, sem saber que a fatalidade ao qual ele foi envolvido foi totalmente esquematizada por ela. A golpista vê nisto a oportunidade perfeita para seduzir Tufão e enfim tornar-se rica. Além disso, depois de ficar com todo o dinheiro de Genésio, Carminha — com a ajuda de seu amante e cúmplice Max (Marcello Novaes) — leva Rita para um lixão e a abandona, onde ela cresce alimentando um desejo de vingança.
No lixão, Rita sofre nas mãos de Nilo (José de Abreu), um homem cruel que se aproveita dos menores para conseguir dinheiro com o lixo coletado. Mas também se aproxima da carinhosa Lucinda (Vera Holtz), que além de ser a mãe biológica de Max, juntamente com Nilo, acolhe as crianças do lixão como se fossem os seus próprios filhos. É na casa de Lucinda que ela conhece o menino Batata (Bernardo Simões), e os dois acabam se tornando muito amigos, vivendo um relacionamento infantil e inocente, porém muito significativo para os dois. O destino no entanto os separa quando Rita é adotada por um rico casal argentino, mudando de nome para Nina Sauer. Já Carminha consegue se casar com Tufão, depois de separá-lo de Monalisa (Heloísa Périssé), dona de um salão de beleza com quem até então Tufão estava comprometido. Durante o casamento, Carminha convence Tufão a adotar Batata, que na verdade é seu filho biológico com Max, abandonado por eles no passado. O garoto é querido pelo pai adotivo, e passa a ser chamado carinhosamente de Jorginho. Ele, porém, jamais se esqueceu de Rita, assim como esta jamais se esqueceu de Batata. 

### Segunda fase
Passam-se doze anos (2012). Rita/Nina (Débora Falabella) cresceu e se tornou uma excelente chefe de cozinha na Argentina. Quando perde seus pais, resolve voltar ao Brasil para finalmente iniciar seu plano de vingança, deixando para trás seu namorado e suas duas irmãs adotivas. Pela internet, ela conhece Ivana (Letícia Isnard), irmã de Tufão, e consegue ser contratada pela família, completando assim, a primeira parte de seu plano: obter livre acesso a residência de sua ex madrasta e analisar cada passo dela, além de coletar provas para desmascará-la para todos, isso, claro, aproximando-se de Carminha, que não a reconhece. A ex-madrasta agora posa de esposa exemplar e defensora da moral e dos bons costumes, mas continua vivendo seu amor proibido com Max, seu atual cunhado, casado com Ivana por armação de ambos.  Ela ainda é mãe de Ágata (Anna Karolina Lannes) —outro fruto de seu relacionamento com Max, que todos acreditam ser filha dela com o falecido Genésio— e a trata com desprezo e sem a menor paciência. As únicas pessoas que Carminha realmente ama, mesmo não sabendo demonstrar são Max e o jovem Jorginho (Cauã Reymond), mas o sentimento não é retribuído pelo filho. Nina, ao conviver e se afeiçoar com a família de Tufão, descobre que Jorginho é seu amor de infância, Batata, e os dois se reaproximam. Porém, ele é noivo de Débora (Nathalia Dill), uma acrobata rica e querida por Carminha. Assim, a cozinheira fica dividida entre o amor e a vingança. Todavia, a trama tem sua atmosfera mudada de forma brusca ao mostrar Carminha começando a desconfiar de determinadas atitudes da nova funcionária de sua mansão, e eventualmente descobrindo que Nina é somente uma falsa identidade usada por Rita, sua ex "filha" que se infiltrou na sua vida para realizar seu plano de destruí-la, confrontando a jovem e ameaçando matá-la, obrigando Nina a se revelar furiosamente, iniciando assim uma competição física e mental entre as duas, para ver qual delas irá obter sucesso em seu plano de vingança.

## Elenco
| Intérprete          | Personagem                                                                     |
| ------------------- | ------------------------------------------------------------------------------ |
| Débora Falabella    | Nina Sauer García / Rita Moura dos Santos                                      |
| Adriana Esteves     | Carmen Lúcia Moreira de Souza (Carminha)                                       |
| Murilo Benício      | Jorge Araújo Sousa (Tufão)                                                     |
| Marcello Novaes     | Maxwell Pereira Oliveira (Max)                                                 |
| Cauã Reymond        | Jorge Moreira de Araújo Filho (Jorginho) / Cristiano Moreira Oliveira (Batata) |
| Vera Holtz          | Lucinda Pereira Oliveira (Mãe Lucinda)                                         |
| José de Abreu       | Nilo Oliveira                                                                  |
| Marcos Caruso       | Leopoldo Maria Sousa (Leleco)                                                  |
| Eliane Giardini     | Muricy Araújo                                                                  |
| Heloísa Périssé     | Monalisa Barbosa                                                               |
| Letícia Isnard      | Ivana Araújo Sousa                                                             |
| Nathalia Dill       | Débora Magalhães Queirós                                                       |
| Juca de Oliveira    | Santiago Moreira                                                               |
| Alexandre Borges    | Carlos Eduardo Queirós de Souza (Cadinho / Dudu)                               |
| Débora Bloch        | Verônica Magalhães Queirós                                                     |
| Carolina Ferraz     | Alexia Bragança Queirós                                                        |
| Camila Morgado      | Noêmia Buarque Queirós                                                         |
| Isis Valverde       | Suellen Flores Viegas                                                          |
| Juliano Cazarré     | Adalton dos Santos (Adauto)                                                    |
| Fabíula Nascimento  | Olívia Cabral (Olenka)                                                         |
| Aílton Graça        | Paulo Silas (Silas)                                                            |
| Otávio Augusto      | Diógenes Viegas                                                                |
| Daniel Rocha        | Ronaldo Viegas (Roni)                                                          |
| Thiago Martins      | Leandro Dias                                                                   |
| Bruno Gissoni       | Iran Barbosa                                                                   |
| Débora Nascimento   | Tessália das Graças Mendonça                                                   |
| José Loreto         | Darkson Silas                                                                  |
| Bianca Comparato    | Betânia Oliveira de Almeida                                                    |
| Carol Abras         | Begônia Sauer García                                                           |
| Cacau Protásio      | Maria José (Zezé)                                                              |
| Cláudia Missura     | Janaína da Silva                                                               |
| Emiliano D'Ávila    | Lúcio da Silva                                                                 |
| Paula Burlamaqui    | Dolores Neiva Viegas (Soninha Catatau)                                         |
| Betty Faria         | Pilar Albuquerque Bragança                                                     |
| Ana Karolina Lannes | Ágatha Moreira Araújo                                                          |
| Ronny Kriwat        | Tomás Buarque Queirós                                                          |
| Bruna Griphao       | Paloma Bragança                                                                |
| Felipe Abib         | Jimmy Bastos                                                                   |
| João Fernandes      | Fábio Oliveira (Picolé)                                                        |
| João Henrique Gago  | Evaldo de Almeida (Valdo)                                                      |
| Luana Martau        | Maria da Purificação de Jesus (Beverly Hills / Beverly)                        |
| André Luiz Miranda  | Valentim                                                                       |
| Pathy Dejesus       | Jéssica                                                                        |
| Mário Hermeto       | Zenon                                                                          |
| Murilo Elbas        | Branco                                                                         |
| Gabriella Saraivah  | Miluce Oliveira                                                                |
| Lucas Simões        | Geandro Oliveira (Gê)                                                          |
| Ana Giulia Zortea   | Carlota Oliveira                                                               |
| Hannah Zeitoune     | Karem Oliveira                                                                 |
| Roberta Piragibe    | Nice Oliveira                                                                  |

### Participações especiais
| Intérprete             | Personagem                             |
| ---------------------- | -------------------------------------- |
| Tony Ramos             | Genésio Moura dos Santos               |
| Mel Maia               | Rita Moura dos Santos / Nina (criança) |
| Jean Pierre Noher      | Martín Sauer García                    |
| Ângela Dip             | Delegada Bernardete                    |
| Kiko Pissolato         | Jair                                   |
| Rita Guedes            | Nicole Neiva                           |
| Felipe Titto           | Sidney das Graças Mendonça             |
| Marcella Valente       | Renata                                 |
| Renato Scarpin         | Jean Miguel                            |
| Jairo Mattos           | Alexandre (Xandão)                     |
| Bernardo Simões        | Batata / Jorginho (criança)            |
| José Victor Pires      | Iran (criança)                         |
| Adrielli Carvalho      | Jéssica (criança)                      |
| Bernadete Costa        | Betânia (criança)                      |
| Bruno Valente          | Max (criança)                          |
| Luciene Adami          | Cristina                               |
| Osvaldo Baraúna        | Roger Baiano                           |
| Prazeres Barbosa       | Déa Barbosa                            |
| Cleiton Morais         | Wallace                                |
| Charles Myara          | Chefe de segurança                     |
| Carlos Fonte Boa       | Marcelo                                |
| Gabriel Chadan         | Wallerson                              |
| Amélia Bittencourt     | Dona Elvira                            |
| Ed Oliveira            | Sandro                                 |
| Gláucio Gomes          | Cleberson                              |
| Alexandre Zacchia      | Delegado Graça Aranha                  |
| Cauê Campos            | Gregório                               |
| Eunice Bráulio         | Dona Jussara                           |
| João Pedro Carvalho    | Jerônimo                               |
| Regina Sampaio         | Irmã Clarice                           |
| Marina Glezer          | Mercedes Hernandez                     |
| Wandi Doratiotto       | Francisco Viegas                       |
| Vicentini Gomez        | Serjão                                 |
| Mariana Xavier         | Cliente da loja de Diógenes            |
| Daniela Camargo        | Cliente da loja de Diógenes            |
| Elam Lima              | Santiago (jovem)                       |
| Cláudia Assunção       | Neide                                  |
| William Vita           | Ramón                                  |
| Lui Strassburger       | Ruy (Otorrino Rui)                     |
| Amanda Ramalho         | Cláudia                                |
| Márcio Tadeu de Lima   | Padre Solano                           |
| Bianca Vedovato        | Amanda                                 |
| Danilo Neves           | Sérgio                                 |
| Ricardo Tostes         | Marreta                                |
| Rose Lima              | Zulmira                                |
| Douglas Moreira        | Sílvio                                 |
| Gabriel Henzel         | Paulo                                  |
| Gabriel Marques        | Jeff                                   |
| Jorge Vasconcelos      | Nilton                                 |
| Jullie Victoria Turque | Vitória                                |
| Junior Prata           | Técnico do Flamengo                    |
| Nathália Veras         | Rhanna Monteiro                        |
| Beto Quirino           | Aldeir                                 |
| Breno de Fellipo       | Tubarão                                |
| Christiano Torreão     | Aristides                              |
| Claudiana Cotrim       | Mãe de Iran                            |
| Elea Mercúrio          | Kiki                                   |
| Daniel Kuzniecka       | Hector                                 |
| Duda Wendling          | Clara Pereira Oliveira (Clarinha)      |
| Gê Martu               | Júlio                                  |
| José Ramos             | Oséas Barbosa                          |
| Junior Prata           | Técnico do Flamengo                    |
| Samuel de Assis        | Professor de história                  |
| Leandro Develly        | Ceará                                  |
| Leandro Santanna       | Herculano                              |
| Rafael Sieg            | Nicolau                                |
| Rodrigo Rangel         | Moreira                                |
| Sérgio Monte           | Jair                                   |
| Tati Pasquali          | Maria Virgínia Moreira (Virgínia)      |
| Vilma Melo             | Conceição                              |
| Max Lima               | Menino do lixão                        |
| Cléber Machado         | Ele mesmo                              |

## Produção

### Escolha do elenco
Originalmente, o autor queria Giovanna Antonelli como antagonista Carminha, repetindo a parceria com ela de Da Cor do Pecado mas a atriz recusou o convite porque estava comprometida com a novela Salve Jorge, de Glória Perez, e não poderia assumir outro projeto simultaneamente.  
Após da recusa de Antonelli, a personagem foi oferecida a Alessandra Negrini, mas a direção da emissora vetou sua escalação devido a questões pessoais envolvendo o ator Murilo Benício, que faria par romântico com Negrini. Em seguida, Malu Mader e Adriana Esteves foram cogitadas, sendo que a segunda ficou com o papel. Para interpretar a sensual Suélen, a diretora Amora Mautner convidou pessoalmente Marjorie Estiano para o papel, porém ela recusou o convite por já ter sido escalada para ser uma das protagonistas de Lado a Lado – trama do "horário das seis" que acabou vencendo Avenida Brasil no Emmy Internacional como Melhor Telenovela – e Isis Valverde foi confirmada como intérprete da personagem.
Regina Duarte e Fernanda Montenegro foram convidadas para interpretar Lucinda, porém a primeira não gostou do perfil da personagem, enquanto a segunda estava comprometida com as gravações do filme A Dama do Estácio, passando o papel para Vera Holtz. Juliana Paes recusou o papel de Noêmia para protagonizar o remake de Gabriela, por ser um papel de destaque, e o papel foi passado para Camila Morgado. Mariana Ximenes recusou uma das protagonistas de Cheias de Charme para interpretar Débora em Avenida Brasil, porém acabou sendo deslocada pela direção para Guerra dos Sexos, que alegou que precisava de uma atriz mais jovem para o papel. Após diversas protagonistas de "novelas das seis", Nathalia Dill foi escalada para a personagem. Nathalia chegou a ficar chateada com o rumo da personagem, que foi anunciada como a segunda antagonista da trama após Carminha, interferindo no casal Nina e Jorginho, porém se tornou uma coadjuvante sem história própria.

### Vinheta de abertura
A abertura foi criada pelo diretor Alexandre Pit Ribeiro. Foi montada uma passarela semelhante a da Avenida Brasil do Rio de Janeiro, com 135 bailarinos profissionais dançando como no Baile Charme. Um grande telão de led foi usado no fundo simulando os faróis de carros. A coreografia ficou por conta de Dudu Neles. O tema de abertura, "Vem Dançar com Tudo", interpretado por Robson Moura e Lino Krizz, é uma regravação/adaptação ao mercado brasileiro da música "Vem Dançar Kuduro", interpretada por Lucenzo, cantor português de origem francesa, e Big Ali. Seu refrão, Oi-Oi-Oi, tornou-se um meme de enorme sucesso na internet.

## Recepção

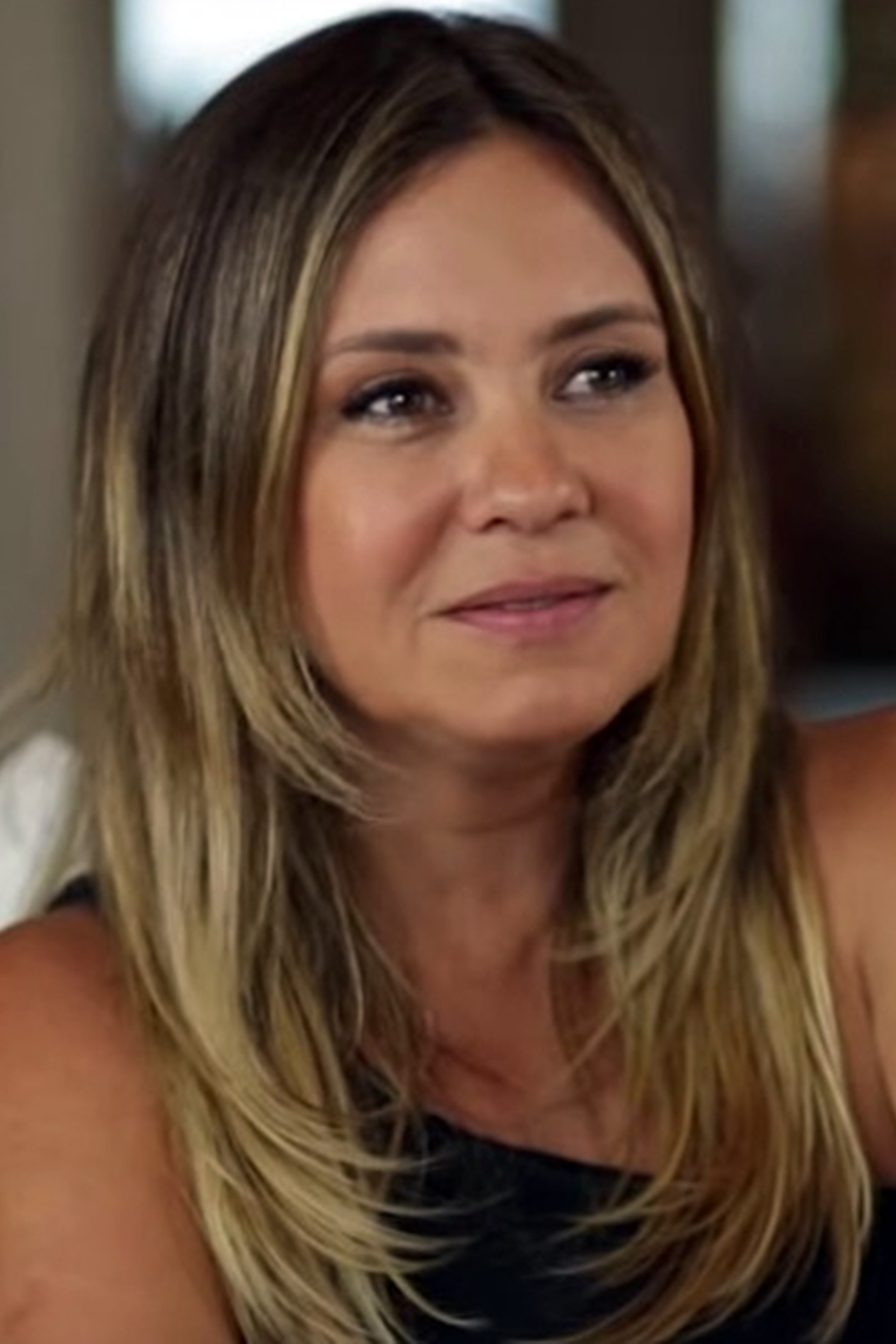
A atriz Adriana Esteves foi muito aclamada pela crítica e público, por sua atuação e performance como a grande vilã Carminha, que entrou pra história da teledramaturgia brasileira, e ganhou diversos prêmios.

Avenida Brasil foi um verdadeiro sucesso de crítica e de público; durante a trama, vários personagens se sobressaíram. Foram os casos da periguete Suélen (Isis Valverde); das empregadas Zezé (Cacau Protásio) e Janaína (Cláudia Missura); do semianalfabeto Adauto (Juliano Cazarré); do casal Leleco e Muricy, formado pelos veteranos Marcos Caruso e Eliane Giardini; do dançarino Darkson (José Loreto); da cabeleireira Beverly (Luana Martau); do pai do lixão Nilo (José de Abreu); além da própria vilã da novela, Carminha (Adriana Esteves).
A novela virou assunto preferido nas redes sociais na internet, principalmente quando da reviravolta na trama, na qual Nina/Rita começou a humilhar Carminha na mansão da família de Tufão (seu marido), na cena em que Carminha enterra viva Nina/Rita ou naquela em que a família de Tufão desmascara Carminha após saber de sua traição com Max (Marcello Novaes).
Dentre os profissionais da própria TV Globo, vários se manifestaram por meio das redes sociais sobre a novela, como o editor e apresentador do Jornal Nacional, William Bonner, se disse "viciado" na trama de João Emanuel, além do apresentador Luciano Huck, que foi outro que se disse "grande fã da novela", chegando, inclusive, a visitar os estúdios de gravação da trama.
Outro destaque da telenovela, também ficou por conta da atriz iniciante Mel Maia, que viveu Rita/Nina na infância, a atriz-mirim contou que Adriana Esteves a ajudou durante as cenas, afirmando que "tinha medo de contracenar com ela. Era uma bruxa má" em referência a personagem da atriz, Carminha, que foi sua madrasta que a maltratava.
Segundo a imprensa, o último capítulo de Avenida Brasil "parou" o país. Ainda segundo a imprensa, o desfecho da trama fez com que ruas de grandes metrópoles brasileiras ficassem desertas. Tanto o Jornal Nacional, como o Globo Repórter, em seus roteiros, tiveram pautas exclusivas sobre a novela. O Operador Nacional do Sistema Elétrico no Brasil (ONS) previu a possibilidade de haver um apagão em grande parte do país, em vista da audiência do capítulo final. Segundo a agência, haveria risco da ocorrência de um fenômeno conhecido como "rampa de carga", que ocorreria logo após a exibição da novela, pela sobrecarga de energia dos aparelhos doméstico utilizados, pelo hábito, após a exibição, uma vez que as pessoas retomam suas atividades rotineiras: abrem a geladeira, vão tomar banho, acendem a luz, ..., a sobrecarga deixaria o país no escuro, fato que não ocorreu. Outra questão, que também foi notícia internacional, foi o fato da presidente Dilma Rousseff mudar sua agenda de compromissos, reagendando um evento por conta do último capítulo de Avenida Brasil.
O jornalista e crítico de telenovela do Jornal A Tarde, Murilo Melo, ciente da repercussão do folhetim, dedicou-se a analisar a trama do começo ao fim. Ao longo dos meses, classificou a telenovela como um respiro ao telespectador por oferecer "excelentes interpretações e direção impecável. Para o crítico, o disse-me-disse dos internautas virou rotina por uma série de fatores positivos na trama, principalmente pela agilidade no texto, item imprescindível para fisgar o público.
Entretanto, para o jornalista Murilo Melo, o juízo final da telenovela pecou por uma narrativa cheia de erros clássicos e redenção previsível: "Avenida Brasil acabou seguindo o mesmo destino de outras tramas de sucesso, com um fim que não teve o mesmo achado da novela inteira, sem agilidade, sem surpreender. (...) Para uma novela que se assumiu inteiramente humanista, com criança sendo abandonada em lixão, é um fim não condizente com o contexto brasileiro", disse.
De acordo com a revista estadunidense Forbes, a novela foi a mais bem sucedida de toda a história e teria faturado cerca de R$ 2 bilhões, sendo o maior faturamento já alcançado por uma produção televisiva da América Latina. Ainda segundo a publicação norte-americana, a telenovela foi um grande sucesso pelo fato de a TV Globo ter apresentado a "Classe C" como protagonista da trama, tendo assim conquistado 46 milhões de telespectadores brasileiros.
Avenida Brasil também foi sucesso em Portugal. A trama repetiu o sucesso no Brasil e foi uma verdadeira febre em terras europeias. Não faltaram elogios para a trama, tanto por parte do público quanto da crítica. O mesmo caso aconteceu na Argentina.
José Marmeleira, do jornal português Público, afirmou que a novela de João Emanuel Carneiro é a melhor série de ficção exibida naquele ano pela televisão do país.

### Audiência
Exibição original

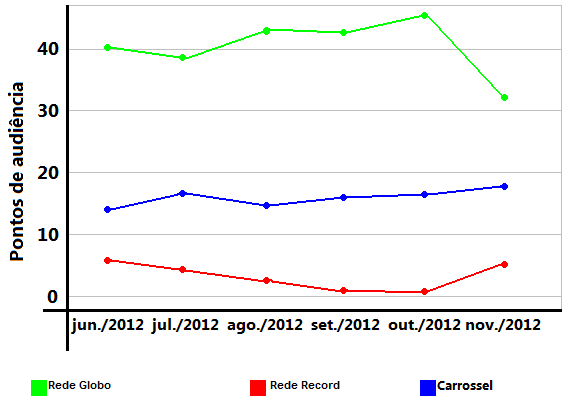
Audiência de Avenida Brasil obtida pela TV Globo no último capítulo de sua "novela das nove"

Avenida Brasil estreou em 26 de março de 2012 com audiência de 37 pontos e 59% de share, batendo esse recorde em 21 de maio, dia em que atingiu 42 pontos de audiência e 62% de share. Tal audiência foi repetida algumas vezes antes de o número ser novamente alcançado em 19 de junho, quando a telenovela registrou 43 pontos e 64% de share. Durante a exibição do centésimo capítulo de Avenida Brasil, em 19 de julho, quando a personagem Carminha descobre quem Nina (chamada até então de Rita) é, houve expectativa de quebra do recorde anterior, e assim, a trama teve média de 40 pontos, com alguns picos de 45, e 62% de share Em 23 de julho, a trama marcou 45 pontos com 67% de share, desempenho repetido no dia seguinte, mas com 69% de share. Porém, no dia 30 de julho a trama voltou a bater recorde e registrou 46 pontos de média com 51 de pico. O mesmo índice de 46 pontos voltou a ser atingido em 4 de outubro, quando a telenovela chegou a 52 pontos de pico com 69% de share. Em 6 de outubro, a telenovela atingiu sua melhor audiência em um sábado, atingindo 42 pontos de média, 46 de pico, com 70% de share em um dia onde as audiências costumam ser baixas. Em 8 de outubro, Avenida Brasil fez 49 pontos de audiência e 70% de share. Encaminhando-se para o fim, a trama continuou tendo excelentes audiências.
No dia 19 de outubro, encerramento da trama, a telenovela bateu seu próprio recorde, como esperado pela maioria dos críticos. Avenida Brasil marcou 56 pontos de média em todas as praças avaliadas pelo IBOPE, por exemplo, em São Paulo marcou 52 pontos de média, com picos de 54 e 80,5% de participação. No Rio de Janeiro a novela conseguiu média de 57 pontos e picos de 63 e 83% de share, em Fortaleza alcançou 65 pontos com picos de 70 e incríveis 92% de share, já em Porto Alegre, Manaus e Goiânia o último capítulo registrou, 64, 66 e 55 pontos, com 71%, 77% e 69% de share, respectivamente , números muito elevados, fazendo da telenovela o programa que atingiu a maior audiência em 2012 no Brasil. Foi também o segundo folhetim mais assistido da década de 2010, após Fina Estampa.
Reprise
Na sua reestreia na faixa vespertina, Avenida Brasil consolidou uma alta audiência, com 23 pontos de média e 24 de pico, sendo assim a maior audiência de um capítulo inicial de uma novela no Vale a Pena Ver de Novo desde 1999, quando O Rei do Gado, em sua primeira reprise marcou 25 pontos no primeiro capítulo. Esse índice foi superior as reestreias da reapresentação de Corpo Dourado (2004) e das primeiras reprises de O Cravo e a Rosa e Anjo Mau, ambas em 2003; e Avenida Brasil, além de superar os índices da antecessora Por Amor em sua reta final, ainda teve uma pontuação perto da inédita Éramos Seis que marcou 25,5 pontos no mesmo dia. Antes da estreia, um fato inusitado ocorreu: a cena final da exibição do filme Malévola, protagonizado por Angelina Jolie e exibido na Sessão da Tarde, antes da reprise da novela, foi a imagem congelada da personagem-título, fundindo-se com as primeiras imagens da novela. Essa utilização da mesma técnica de crossover que consagrou o folhetim agradou ao público, com vários comentários nas redes sociais. O segundo capítulo manteve a alta audiência e também teve o melhor desempenho dos últimos dez anos, com 21 pontos de média e 23 de pico. Acumulava médias entre 16 e 18 pontos, chegando a 20 de pico em alguns momentos, se tornando assim um dos melhores desempenhos da faixa de reprises nos últimos três anos. A partir do final de janeiro de 2020 e durante os meses de fevereiro e março, com o início das cenas decisivas, passou a ficar na casa dos 20 pontos, ultrapassando tramas anteriormente exibidas. Bateu recorde desde a reestreia no dia 7 de abril de 2020 com 24,4 pontos de média e 26 de pico, a maior média do Vale a Pena Ver de Novo desde o último capítulo de Alma Gêmea (2009). Nesse dia foi ao ar a exibição da cena em que Nina é presa. Registrou a mesma audiência em 13 de abril de 2020, com a exibição da cena em que Carminha vende a jóia presenteada pelo Tufão ao Max e é vista pelo marido. Na semana de 6 a 10 de abril de 2020, a novela bateu recorde semanal cravando 23,1 pontos. Com isso, ultrapassou a segunda reprise de Senhora do Destino (2017), se tornando assim a novela mais assistida dos anos 2010 no Vale a Pena Ver de Novo. Entre os dias 14 e 16 de abril de 2020, a novela passou a seguir com uma sequência de recordes históricos com a exibição de momentos mais esperados da trama como o afogamento de Max, seu retorno a mansão e o susto de Carminha, culminando no momento em que é desmascarada por Tufão. Com isso, a trama cravou 26,3 pontos com picos de 28 nos dias 14 e 15 de abril e 27,7 pontos com picos de 30 no dia 16. Em seus últimos capítulos manteve a alta audiência sempre na casa dos 26 pontos. Em algumas praças, a trama chega a registrar índices acima de 30 pontos. O último capítulo não bateu recorde, mas fechou como a melhor média de um desfecho na faixa desde 2010 com 24,9 pontos e picos de 27. Fechou com média geral de 19 pontos, a maior audiência do Vale a Pena Ver de Novo desde Alma Gêmea.

### Controvérsias
Apesar de ter sido sucesso de público e amplamente elogiada pelos telespectadores, Avenida Brasil sofreu algumas críticas negativas relacionadas ao seu enredo. A Veja chamou atenção às inconsistências durante alguns momentos da trama e, em especial, em seu encerramento. O último capítulo da novela foi classificado pela revista como "previsível". O arrependimento de Carminha foi tido como esperado, mas se mostrou contraditório por estar associado à personagem mais odiada pela então vilã da trama. Carminha também afirmou que adorava morar com a família e que amava Tufão, porém, durante todo o desenrolar da história, disse ser casada com um "paspalho" e se referia à sua família por "toupeiras". Além de incoerências subjetivas, houve erros crassos, perguntas sem respostas e personagens esquecidos. Entre eles, está Santiago, que teve sua cena final em um aeroporto donde fugiria para o Uruguai, mas foi impedido por Carminha, que lhe disparou um tiro na perna e libertou os reféns Rita e Tufão, sendo essa a última cena em que o personagem aparece, sem esclarecer qual foi o seu destino. Ágatha, que teve sua participação reduzida na reta final da telenovela, não apareceu junto à família no último capítulo. Outros personagens secundários da trama também não tiveram uma cena final bem-definida, tal como Zezé, Valdo, Lúcio, Suellen, Darkson, Tessália, Janaína, Betânia e Begônia. Há ainda inconscistências temporais, como quando Lucinda é inocentada do assassinato de Max, mas só deixa a cadeia "semanas", como informa o letreiro, depois, quando é buscada por Rita, Jorginho e Betânia. No lugar de Lucinda, Carminha é condenada, sem que os trâmites do processo sejam apresentados, a apenas três anos de prisão, contrariando todas as expectativas de pena previstas no Código Penal brasileiro. Entre as perguntas sem respostas encontra-se o analfabetismo de Adauto, afirmado como verdade capítulos antes de fim, mas contradito no último capítulo, que mostra que ele teria estudado em um colégio interno. Apesar de elogiadas em quase todos os momentos, há também críticas negativas à atuação de alguns personagens. Nina, interpretada por Débora Falabella, viveu anos na Argentina, mas não apresentou em nenhum momento sotaque ou algo que desse a entender que viveu no país, a mesma crítica é feita a Carol Abras, que interpreta Begônia. Suellen teria vindo supostamente da Bolívia, mas também não há sinais culturais de que nasceu no país.
Os eventos finais da telenovela foram vistos por alguns críticos como politicamente corretos, em que todos os "maus" pagam por seus erros e os "bons" colhem recompensas por seu caráter, como explicado pelo próprio autor de Avenida Brasil. Houve também crítica ao abuso de clichês, para uma telenovela dita até então "inovadora". O final, seguindo a linha das demais novelas da emissora, teve gravidezes, casamentos e confraternizações grandiosas.

### Cultura popular
Além de um grande sucesso de audiência e crítica, Avenida Brasil tornou-se um fenômeno popular no Brasil. A telenovela consagrou personagens únicos e, por meio das redes sociais, gerou diversos memes. Foi considerada por alguns críticos como um retrato da nova classe média brasileira, uma mudança nas tramas da emissora, conhecida por retratar em seus programas a elite econômica, o que teria motivado tamanho sucesso, notadamente superior às suas anteriores, e adesão do público. A telenovela foi contemporânea a Cheias de Charme, que também seguiu a mesma linha em relação à representação da classe média como núcleo principal. Levantamento feito por Veja indicou que 79% dos personagens da trama representam a classe média brasileira e que esse padrão não foi seguido por nenhuma outra novela das nove da emissora durante toda a década de 2000.
| “ | O que acontece agora é que, por um conjunto de variáveis econômicas, as classes populares vêm incrementando sua participação na sociedade e sofrendo mudanças de hábito e de comportamento. Como é natural que queiram ver esse movimento refletido na televisão. | ” |

Adriana Esteves como: Carminha em 'Avenida Brasil', congelamentos finais da novela viraram febre nas redes sociais.

Além de personagens caricatos, a representação da classe média e do subúrbio carioca passou pela construção de diversos cenários de Avenida Brasil, como na mansão da família de Tufão, em que é evidente o estilo "novo rico", com exageros na decoração e obras de artes caras, e no bairro fictício do Divino, com bares movimentados, camelôs e postes carregados por propagandas de jogo de búzios e outras superstições populares.
A telenovela teve participação histórica nas redes sociais, sobretudo no microblog Twitter, em que a hashtag '#OiOiOi' (em referência à música de abertura) alcançou quase todos os capítulos os trending topics (assuntos mais comentados) mundiais. No total, Avenida Brasil ocupou 7 dos 10 trendings topics Brasil no microblog em seu final de capítulo. Foram criados diversos memes durante o desenrolar da trama, entre eles o 'congelamento', em que um personagem tinha sua imagem paralisada no final de cada capítulo sob fundo musical de suspense e que definia uma cena de suspense a ser concluída no capítulo seguinte. A personagem Carminha teve como bordão a frase em que culpava a ex-enteada Rita por vários problemas ("A Culpa é da Rita!") . A frase foi usada como meme em diversas situações nas redes sociais.
Em 19 de outubro de 2012, o último capítulo de *Avenida Brasil* fez história com 52 pontos no Ibope, batendo recordes de audiência e gerando grande repercussão. A novela de João Emanuel Carneiro não apenas se destacou nas telas, mas também teve impacto em eventos políticos e na infraestrutura do país.
A presidente Dilma Rousseff, que acompanhava a novela, teve seu compromisso de campanha adiado para o dia seguinte para não perder o desfecho da trama. Além disso, o Operador Nacional do Sistema (ONS) preparou medidas preventivas para evitar um possível apagão causado pelo aumento repentino no consumo de energia elétrica após a exibição do episódio final. Felizmente, as medidas foram eficazes e não houve blecaute.
A novela foi um sucesso internacional, sendo exibida em 132 países e gerando R$ 2 bilhões em faturamento para a Globo. O final, que trouxe a resolução de várias tramas, incluindo a redenção de Carminha e a celebração da vitória do time de futebol do Divino, foi um grande evento na televisão brasileira e mundial.

## Exibição

### Reprise
Foi reapresentada no Vale a Pena Ver de Novo de 7 de outubro de 2019 a 1.º de maio de 2020, em 150 capítulos, substituindo Por Amor e sendo substituída por Êta Mundo Bom!, se tornando assim a primeira novela das nove da TV Globo a ser reprisada na sessão vespertina (esta é a nova denominação, que foi adotada desde janeiro de 2011, pois outras telenovelas já reprisadas que foram exibidas originalmente no horário nobre da emissora ainda recebiam a denominação oficial de "novela das oito"), além de ser a última novela na faixa durante a década de 2010. A telenovela não foi exibida apenas para a Grande São Paulo no dia 25 de fevereiro de 2020 devido à transmissão da apuração dos desfiles das Escolas de Samba do Grupo Especial.

### Outras mídias
Em 12 de dezembro de 2022, foi disponibilizada pelo Globoplay como parte do Projeto Originalidade, com a atualização para o formato de exibição original; com o formato de imagem restaurado em Full HD, além de aberturas, vinhetas de intervalo e encerramento originais.

### Exibição internacional
Avenida Brasil tornou-se a telenovela mais exportada da TV Globo, superando Da Cor do Pecado (do mesmo autor), que era a líder de vendas para outros países até então. A novela já foi licenciada por 140 países nos últimos 20 meses e dublada em 19 línguas como espanhol, inglês, árabe, grego, polonês, russo e francês. Além da Europa e América Latina, Avenida Brasil foi licenciada para mais de 58 países da África e países do Oriente Médio também. Em Portugal obteve 18.3 pontos de audiência e 42.3% share em seu último capítulo ou seja mais de 1.8 milhão de espectadores assistiram ao desfecho da novela. A trama estreou na SIC, em setembro de 2012, e foi líder do horário em que era exibida,  sendo um dos programas mais assistidos do país, só perdendo para Dancin Days, coprodução Globo e SIC. A novela também tem bons índices de audiência na Grécia, Croácia e Roménia.
Na Argentina, desde sua estreia em 16 de dezembro de 2013, a novela apareceu entre os programas mais vistos, garantindo expressivos índices de audiência à Telefé. O último capítulo foi exibido em um telão para 6.000 pessoas na casa de eventos Luna Park em Buenos Aires. Na média, a telenovela registrou 27,1 pontos de audiência, segundo dados consolidados do Ibope. Cada ponto equivale a cerca de 96 mil telespectadores na Grande Buenos Aires, ou seja, mais de 2,7 milhões de argentinos assistiram ao último capítulo da produção brasileira. O final da novela dominou também as redes sociais. Mais de 400 mil tweets foram contabilizados pelo canal Telefe, estavam entre os assuntos mais comentados no Twitter pelos argentinos. "Nina y Carmina" chegou a estar nos Trending Topics mundiais. No Chile, desde sua estreia a novela geralmente lidera o rating, e aparece entre os programas mais vistos com 14 pontos, em seu penultimo capítulo a novela obteve 19 pontos e 39% share, Avenida Brasil chegou ao fim batendo seu recorde com 24 pontos e 48% share e alcançou o título de novela brasileira mais assistida dos últimos 10 anos
No México, o seu primeiro capítulo rendeu 10 pontos e 17% share para a TV Azteca, é a maior audiência em uma estreia desde La mujer de Judas em 2012, em seu segundo capítulo a telenovela brasileira bateu seu recorde com 10.4 de audiência e pico de 12 pontos. aumentando 62% a audiência da TV Azteca. Na França a novela estreou no horário nobre do canal France Ô, que pertence a France Télévisions, um dos principais grupos de televisão e rádio da França e um dos maiores da Europa, além de ser referência na exibição de novelas no país. No Iraque a novela é exibida dublada em árabe pelo canal Lana TV, em Dubai a novela é exibida pelo canal Dubai One em sua versão em inglês, contando também com transmissão em Video On Demand. Avenida Brasil foi a primeira novela brasileira com direitos de exibição comprados por uma emissora da Tailândia e uma das três primeiras no Vietnã, em ambos os países contando com dublagem no idioma local, tailandês e Vietnamita. Atualmente está sendo reprisada desde 18 de Abril de 2016. Em toda África Francesa a novela é exibida em francês no ano de 2015 pelo canal Nina TV e em 2016 em toda a África Inglesa é exibida dublada em inglês com o titulo de "Brazil Avenue" também pelo canal Nina TV.
| Exibição pelo mundo            | Exibição pelo mundo | Exibição pelo mundo   | Exibição pelo mundo     | Exibição pelo mundo      | Exibição pelo mundo | Exibição pelo mundo | Exibição pelo mundo     |
| País                           | Canal               | Título local          | Estreia                 | Final                    | Horário semanal     | Hora                | Ref.                    |
| ------------------------------ | ------------------- | --------------------- | ----------------------- | ------------------------ | ------------------- | ------------------- | ----------------------- |
| Brasil                         | TV Globo            | Avenida Brasil        | 26 de março de 2012     | 19 de outubro de 2012    | Segunda a Sábado    | 21:15               | [ 182 ] [ 183 ] [ 184 ] |
| São Tomé e Príncipe            | TVS                 | Avenida Brasil        | 2 de abril de 2012      | 26 de outubro de 2012    | Segunda a Sábado    | 21:15               | —                       |
| Portugal                       | SIC                 | Avenida Brasil        | 24 de setembro de 2012  | 6 de setembro de 2013    | Segunda a Sexta     | 22:45               | [ 185 ] [ 186 ] [ 187 ] |
| Panamá                         | TVN Panamá          | Avenida Brasil        | 13 de maio de 2013      | 26 de março de 2014      | Segunda a Sexta     | 22:301              | [ 188 ]                 |
| Venezuela                      | Venevisión+Plus     | Avenida Brasil        | 15 de maio de 2013      | 21 de dezembro de 2013   | Segunda a Sexta     | 20:00               | [ 189 ]                 |
| Croácia                        | RTL                 | Avenida Brasil        | 27 de maio de 2013      | 22 de dezembro de 2013   | Segunda a Sexta     | 20:002              | [ 190 ] [ 191 ]         |
| Rússia                         | Channel One         | Проспект Бразилии     | 3 de junho de 2013      | 2 de agosto de 20133     | Segunda a Sexta     | 15:15               | [ 192 ]                 |
| Cazaquistão                    | Channel One         | Проспект Бразилии     | 3 de junho de 2013      | 2 de agosto de 20133     | Segunda a Sexta     | 15:15               | [ 193 ]                 |
| Uruguai                        | Teledoce            | Avenida Brasil        | 4 de junho de 2013      | 29 de maio de 2014       | Terças e Quintas4   | 22:305              | [ 194 ]                 |
| Equador                        | Ecuavisa            | Avenida Brasil        | 12 de junho de 2013     | 20 de janeiro de 2014    | Segunda a Sexta     | 20:45               | [ 195 ]                 |
| Albânia                        | Top Channel         | Bulevardi Brazil      | 13 de junho de 2013     | 31 de janeiro de 2014    | Segunda a Sexta     | 15:306              | —                       |
| Kosovo                         | Top Channel         | Bulevardi Brazil      | 13 de junho de 2013     | 31 de janeiro de 2014    | Segunda a Sexta     | 15:306              | —                       |
| Grécia                         | Alpha TV            | Avenida Brasil        | 17 de junho de 2013     | 23 de janeiro de 2014    | Segunda a Sexta     | 20:007              | [ 196 ]                 |
| Israel                         | Viva                | שדרות ברזיל           | 18 de julho de 2013     | 26 de fevereiro de 2014  | Domingo a Quinta    | 22:30               | [ 197 ]                 |
| Chile                          | Canal 13            | Avenida Brasil        | 24 de julho de 2013     | 28 de janeiro de 2014    | Segunda a Sexta     | 14:308              | [ 198 ] [ 199 ]         |
| Hungria                        | M1                  | A Múlt Fogságában     | 5 de agosto de 2013     | 18 de abril de 2014      | Segunda a Sexta     | 17:309              | [ 200 ]                 |
| Cuba                           | Cubavisión          | Avenida Brasil        | 4 de setembro de 2013   | 7 de agosto de 2014      | Ter., Qui. e Sáb.10 | 21:00               | —                       |
| Nicarágua                      | Televicentro        | Avenida Brasil        | 30 de setembro de 2013  | 16 de maio de 2014       | Segunda a Sexta     | 20:00               | —                       |
| Geórgia                        | Rustavi 2           | ბრაზილიის გამზირი     | 14 de outubro de 2013   | 27 de maio de 2014       | Segunda a Sexta     | 11:0011             | —                       |
| Camarões                       | Canal 2             | Avenida Brasil        | 15 de outubro de 2013   | 18 de julho de 2014      | Segunda a Sexta     | 20:30               | [ 201 ]                 |
| Moçambique                     | STV                 | Avenida Brasil        | 21 de outubro de 2013   | 11 de julho de 2014      | Segunda a Sábado    | 21:00               | —                       |
| Costa Rica                     | Teletica            | Avenida Brasil        | 21 de outubro de 2013   | 18 de julho de 2014      | Segunda a Sexta     | 21:00               | [ 202 ] [ 203 ]         |
| Porto Rico                     | WAPA-TV             | Avenida Brasil        | 23 de outubro de 2013   | 13 de junho de 2014      | Segunda a Sexta     | 14:00               | [ 204 ]                 |
| Mongólia                       | EduTV               | Бразилын өргөн чөлөө  | 11 de novembro de 2013  | 17 de abril de 2014      | Segunda a Domingo   | 22:00               | [ 205 ]                 |
| Bulgária                       | Nova Television12   | Пътят на възмездието  | 2 de dezembro de 2013   | 3 de janeiro de 2014     | Segunda a Sexta     | 15:00               | [ 206 ]                 |
| Bolívia                        | Unitel              | Avenida Brasil        | 9 de dezembro de 2013   | 5 de setembro de 2014    | Segunda a Sexta     | 21:0013             | [ 207 ]                 |
| França                         | RFO14               | Avenida Brasil        | 16 de dezembro de 2013  | 25 de julho de 2014      | Segunda a Sexta     | 18:00               | [ 208 ]                 |
| Maurícia                       | Réunion             | Avenida Brasil        | 16 de dezembro de 2013  | 25 de julho de 2014      | Segunda a Sexta     | 18:00               | [ 208 ]                 |
| Argentina                      | Telefe              | Avenida Brasil        | 16 de dezembro de 2013  | 7 de julho de 2014       | Segunda a Sexta     | 17:0015             | [ 209 ] [ 210 ]         |
| Dominica                       | Guadeloupe          | Avenida Brasil        | 16 de dezembro de 2013  | 25 de julho de 2014      | Segunda a Sexta     | 18:00               | [ 208 ]                 |
| Honduras                       | VTV                 | Avenida Brasil        | 16 de dezembro de 2013  | 29 de julho de 2014      | Segunda a Sexta     | 20:0016             | [ 211 ]                 |
| Polinésia Francesa             | Polynésie           | Avenida Brasil        | 16 de dezembro de 2013  | 25 de julho de 2014      | Segunda a Sexta     | 18:00               | [ 208 ]                 |
| Bósnia e Herzegovina           | Hayat TV            | Avenija Brazil        | 23 de dezembro de 2013  | 6 de agosto de 2014      | Segunda a Sexta     | 13:00               | —                       |
| =Emirados Árabes Unidos        | OSN Drama           | شارع الحب             | 2 de janeiro de 2014    | 23 de setembro de 2014   | Sábado a Quarta17   | 19:0018             | [ 212 ] [ 213 ]         |
| Omã                            | OSN Drama           | شارع الحب             | 2 de janeiro de 2014    | 23 de setembro de 2014   | Sábado a Quarta     | 19:00               | [ 213 ]                 |
| Arábia Saudita                 | OSN Drama           | شارع الحب             | 2 de janeiro de 2014    | 23 de setembro de 2014   | Sábado a Quarta     | 18:0018             | [ 212 ] [ 213 ]         |
| Bahrein                        | OSN Drama           | شارع الحب             | 2 de janeiro de 2014    | 23 de setembro de 2014   | Sábado a Quarta     | 18:00               | [ 213 ]                 |
| Catar                          | OSN Drama           | شارع الحب             | 2 de janeiro de 2014    | 23 de setembro de 2014   | Sábado a Quarta     | 18:00               | [ 213 ]                 |
| Iémen                          | OSN Drama           | شارع الحب             | 2 de janeiro de 2014    | 23 de setembro de 2014   | Sábado a Quarta     | 18:00               | [ 213 ]                 |
| Iraque                         | OSN Drama           | شارع الحب             | 2 de janeiro de 2014    | 23 de setembro de 2014   | Sábado a Quarta     | 18:00               | [ 213 ]                 |
| Jordânia                       | OSN Drama           | شارع الحب             | 2 de janeiro de 2014    | 23 de setembro de 2014   | Sábado a Quarta     | 18:00               | [ 213 ]                 |
| Líbano                         | OSN Drama           | شارع الحب             | 2 de janeiro de 2014    | 23 de setembro de 2014   | Sábado a Quarta     | 18:00               | [ 213 ]                 |
| Estado da Palestina            | OSN Drama           | شارع الحب             | 2 de janeiro de 2014    | 23 de setembro de 2014   | Sábado a Quarta     | 18:00               | [ 213 ]                 |
| Egito                          | OSN Drama           | شارع الحب             | 2 de janeiro de 2014    | 23 de setembro de 2014   | Sábado a Quarta     | 17:0018             | [ 212 ] [ 213 ]         |
| Argélia                        | OSN Drama           | شارع الحب             | 2 de janeiro de 2014    | 23 de setembro de 2014   | Sábado a Quarta     | 17:00               | [ 213 ]                 |
| Líbia                          | OSN Drama           | شارع الحب             | 2 de janeiro de 2014    | 23 de setembro de 2014   | Sábado a Quarta     | 17:00               | [ 213 ]                 |
| Sudão                          | OSN Drama           | شارع الحب             | 2 de janeiro de 2014    | 23 de setembro de 2014   | Sábado a Quarta     | 17:00               | [ 213 ]                 |
| Tunísia                        | OSN Drama           | شارع الحب             | 2 de janeiro de 2014    | 23 de setembro de 2014   | Sábado a Quarta     | 17:00               | [ 213 ]                 |
| Marrocos                       | 2M Monde            | Rita                  | 2 de janeiro de 2014    | 1 de agosto de 2014      | Segunda a Sexta     | 18:30               | —                       |
| Estados Unidos                 | Telemundo           | Avenida Brasil        | 6 de janeiro de 2014    | 15 de maio de 2014       | Segunda a Sexta     | 12:0019             | [ 214 ]                 |
| República Dominicana           | Tele Antillas       | Avenida Brasil        | 6 de janeiro de 2014    | 22 de agosto de 2014     | Segunda a Sexta     | 21:00               | —                       |
| El Salvador                    | Canal 2             | Avenida Brasil        | 6 de janeiro de 2014    | 22 de agosto de 2014     | Segunda a Sexta     | 21:00               | [ 215 ]                 |
| Canadá                         | OMNI                | Avenida Brasil        | 13 de janeiro de 2014   | 22 de agosto de 2014     | Segunda a Sexta     | 16:00               | [ 216 ]                 |
| Polónia                        | iTVN                | W niewoli przeszłości | 20 de janeiro de 2014   | 2 de setembro de 2014    | Segunda a Sexta     | 16:00               | [ 217 ] [ 218 ]         |
| Colômbia                       | RCN                 | Avenida Brasil        | 21 de janeiro de 2014   | 22 de setembro de 2014   | Segunda a Sexta     | 20:0020             | [ 219 ]                 |
| Peru                           | ATV                 | Avenida Brasil        | 5 de fevereiro de 2014  | 1 de setembro de 2014    | Segunda a Sexta     | 21:00               | [ 220 ]                 |
| Argentina                      | Canal 9             | Avenida Brasil        | 12 de fevereiro de 2014 | 30 de setembro de 2014   | Segunda a Sexta     | 14:00               | [ 221 ]                 |
| México                         | Azteca Trece        | Avenida Brasil        | 17 de fevereiro de 2014 | 4 de outubro de 2014     | Segunda a Sexta     | 21:3021             | [ 222 ]                 |
| Argélia                        | Algérie 3           | شارع الحب             | 24 de fevereiro de 2014 | 13 de junho de 2014      | Segunda a Sexta     | 13:3022             | [ 223 ]                 |
| França                         | France Ô13          | Avenida Brasil        | 24 de fevereiro de 2014 | 10 de outubro de 2014    | Segunda a Sexta     | 20:0023             | [ 224 ]                 |
| Mónaco                         | France Ô            | Avenida Brasil        | 24 de fevereiro de 2014 | 10 de outubro de 2014    | Segunda a Sexta     | 20:0023             | [ 224 ]                 |
| Bélgica                        | France Ô            | Avenida Brasil        | 24 de fevereiro de 2014 | 10 de outubro de 2014    | Segunda a Sexta     | 20:0023             | [ 224 ]                 |
| Luxemburgo                     | France Ô            | Avenida Brasil        | 24 de fevereiro de 2014 | 10 de outubro de 2014    | Segunda a Sexta     | 20:0023             | [ 224 ]                 |
| Suíça                          | France Ô            | Avenida Brasil        | 24 de fevereiro de 2014 | 10 de outubro de 2014    | Segunda a Sexta     | 20:0023             | [ 224 ]                 |
| Madagáscar                     | TVM                 | Avenida Brasil        | 10 de março de 2014     | 11 de setembro de 2015   | Segunda a Sexta     | 20:4533             | [ 225 ]                 |
| Bulgária                       | Diema Family12      | Пътят на възмездието  | 24 de março de 2014     | 12 de novembro de 2014   | Segunda a Sexta     | 07:00               | [ 206 ]                 |
| Suécia                         | Kanal Global        | Avenida Brasil        | 31 de março de 2014     | 29 de janeiro de 201534  | Segunda a Quinta    | 19:00               | [ 226 ]                 |
| Guatemala                      | Televisiete         | Avenida Brasil        | 21 de abril de 2014     | 28 de novembro de 2014   | Segunda a Sexta     | 22:00               | —                       |
| Paraguai                       | SNT                 | Avenida Brasil        | 28 de abril de 2014     | 8 de dezembro de 2014    | Segunda a Sexta     | 21:00               | —                       |
| Coreia do Sul                  | TeleNovela          | 브라질 애비뉴         | 2 de maio de 2014       | 14 de novembro de 2015   | Sexta43             | 21:0024             | —                       |
| Espanha                        | Cuatro25            | Avenida Brasil        | 12 de maio de 2014      | 5 de setembro de 2014    | Segunda a Sexta     | 17:00               | [ 227 ] [ 228 ]         |
| Andorra                        | Cuatro25            | Avenida Brasil        | 12 de maio de 2014      | 5 de setembro de 2014    | Segunda a Sexta     | 17:00               | [ 227 ]                 |
| África do Sul                  | Mzansi Magic        | Avenida Brasil        | 2 de junho de 2014      | 9 de janeiro de 2015     | Segunda a Sexta     | 17:0026             | —                       |
| Montenegro                     | TV Vijesti          | Avenija Brazil        | 12 de junho de 2014     | 21 de janeiro de 2015    | Segunda a Sexta     | 17:05               | [ 229 ]                 |
| Arménia                        | Armenia TV          | Բրազիլիայի պողոտա     | 30 de junho de 2014     | 9 de fevereiro de 2015   | Segunda a Sexta     | 19:00               | [ 230 ]                 |
| Macedónia do Norte             | Alfa TV             | Авенија на Љубовта    | 21 de julho de 2014     | 19 de fevereiro de 2015  | Segunda a Sexta     | 19:30               | [ 231 ]                 |
| Argentina                      | Magazine            | Avenida Brasil        | 21 de julho de 2014     | 13 de março de 2015      | Segunda a Sexta     | 21:0036             | [ 232 ]                 |
| Indonésia                      | Vision 2 Drama      | Brazil Avenue         | 5 de agosto de 2014     | 16 de março de 2015      | Segunda a Sexta     | 20:15               | [ 233 ]                 |
| Venezuela                      | Televen             | Avenida Brasil        | 13 de agosto de 2014    | 20 de abril de 2015      | Segunda a Sexta     | 20:00               | [ 234 ] [ 235 ]         |
| Costa do Marfim                | RTI 1               | Avenida Brasil        | 21 de agosto de 2014    | 4 de novembro de 2015    | Segunda a Sexta     | 19:3041             | [ 236 ]                 |
| Iraque                         | Lana TV             | شارع الحب             | 1 de setembro de 2014   | 20 de abril de 2015      | Segunda a Sexta     | 21:0040             | [ 237 ] [ 238 ]         |
| Espanha                        | Divinity25          | Avenida Brasil        | 9 de setembro de 2014   | 12 de maio de 2015       | Segunda a Sexta     | 11:0035             | —                       |
| Andorra                        | Divinity25          | Avenida Brasil        | 9 de setembro de 2014   | 12 de maio de 2015       | Segunda a Sexta     | 11:0035             | —                       |
| =Emirados Árabes Unidos        | Dubai One           | Brazil Avenue         | 21 de setembro de 2014  | 30 de abril de 2015      | Domingo a Quinta    | 20:00               | [ 239 ]                 |
| China                          | Canal Macau         | 巴西大道              | 24 de outubro de 2014   | 4 de junho de 2015       | Segunda a Sexta     | 22:10               | [ 240 ]                 |
| Costa Rica                     | MundoFOX            | Avenida Brasil        | 18 de novembro de 2014  | 28 de junho de 2015      | Segunda a Sexta     | 18:0027             | —                       |
| Nicarágua                      | MundoFOX            | Avenida Brasil        | 18 de novembro de 2014  | 28 de junho de 2015      | Segunda a Sexta     | 18:0027             | —                       |
| El Salvador                    | MundoFOX            | Avenida Brasil        | 18 de novembro de 2014  | 28 de junho de 2015      | Segunda a Sexta     | 18:0027             | —                       |
| Honduras                       | MundoFOX            | Avenida Brasil        | 18 de novembro de 2014  | 28 de junho de 2015      | Segunda a Sexta     | 18:0027             | —                       |
| Guatemala                      | MundoFOX            | Avenida Brasil        | 18 de novembro de 2014  | 28 de junho de 2015      | Segunda a Sexta     | 18:0027             | —                       |
| México                         | MundoFOX            | Avenida Brasil        | 18 de novembro de 2014  | 28 de junho de 2015      | Segunda a Sexta     | 18:0042             | —                       |
| Peru                           | MundoFOX            | Avenida Brasil        | 18 de novembro de 2014  | 28 de junho de 2015      | Segunda a Sexta     | 19:0028             | —                       |
| Equador                        | MundoFOX            | Avenida Brasil        | 18 de novembro de 2014  | 28 de junho de 2015      | Segunda a Sexta     | 19:0028             | —                       |
| Colômbia                       | MundoFOX            | Avenida Brasil        | 18 de novembro de 2014  | 28 de junho de 2015      | Segunda a Sexta     | 19:0028             | —                       |
| Panamá                         | MundoFOX            | Avenida Brasil        | 18 de novembro de 2014  | 28 de junho de 2015      | Segunda a Sexta     | 19:0028             | —                       |
| Venezuela                      | MundoFOX            | Avenida Brasil        | 18 de novembro de 2014  | 28 de junho de 2015      | Segunda a Sexta     | 19:3029             | —                       |
| Bolívia                        | MundoFOX            | Avenida Brasil        | 18 de novembro de 2014  | 28 de junho de 2015      | Segunda a Sexta     | 20:0030             | —                       |
| República Dominicana           | MundoFOX            | Avenida Brasil        | 18 de novembro de 2014  | 28 de junho de 2015      | Segunda a Sexta     | 20:0030             | —                       |
| Paraguai                       | MundoFOX            | Avenida Brasil        | 18 de novembro de 2014  | 28 de junho de 2015      | Segunda a Sexta     | 21:0039             | —                       |
| Chile                          | MundoFOX            | Avenida Brasil        | 18 de novembro de 2014  | 28 de junho de 2015      | Segunda a Sexta     | 21:0031             | —                       |
| Argentina                      | MundoFOX            | Avenida Brasil        | 18 de novembro de 2014  | 28 de junho de 2015      | Segunda a Sexta     | 21:0031             | —                       |
| Uruguai                        | MundoFOX            | Avenida Brasil        | 18 de novembro de 2014  | 28 de junho de 2015      | Segunda a Sexta     | 22:0032             | —                       |
| França                         | IDF1                | Avenida Brasil        | 5 de janeiro de 2015    | 23 de julho de 2015      | Segunda a Sexta     | 21:3537             | —                       |
| México                         | Azteca Trece        | Avenida Brasil        | 11 de março de 2015     | 27 de outubro de 2015    | Segunda a Sexta     | 23:00               | [ 241 ]                 |
| Croácia                        | RTL Passion         | Avenida Brasil        | 12 de março de 2015     | 31 de maio de 2015       | Segunda a Domingo   | 13:3538             | —                       |
| Estados Unidos                 | Telemundo           | Avenida Brasil        | 6 de abril de 2015      | 12 de outubro de 2015    | Segunda a Sexta     | 20:00               | [ 242 ]                 |
| Bulgária                       | Diema Family        | Пътят на възмездието  | 2 de maio de 2015       | 31 de janeiro de 2016    | Sábado e Domingo    | 06:0047             | [ 206 ]                 |
| Argentina                      | Volver              | Avenida Brasil        | 4 de maio de 2015       | 11 de dezembro de 2015   | Segunda a Sexta     | 14:00               | [ 243 ]                 |
| Angola                         | TPA1                | Avenida Brasil        | 15 de maio de 2015      | 29 de abril de 2016      | Segunda a Sexta     | 21:1555             | [ 244 ]                 |
| Croácia                        | RTL Passion         | Avenida Brasil        | 31 de maio de 2015      | 19 de agosto de 2015     | Segunda a Domingo   | 13:5045             | —                       |
| Gana                           | Joy Prime           | Avenida Brasil        | 15 de junho de 2015     | 19 de dezembro de 2015   | Segunda a Sábado    | 20:00               | [ 245 ]                 |
| Nigéria                        | ONTV                | Avenida Brasil        | 1 de julho de 2015      | 7 de dezembro de 2015    | Segunda a Domingo   | 22:00               | [ 246 ]                 |
| Burquina Fasso                 | Nina TV             | Avenida Brasil        | 13 de julho de 2015     | 19 de fevereiro de 2016  | Segunda a Sexta     | 21:20               | [ 247 ]                 |
| Costa do Marfim                | Nina TV             | Avenida Brasil        | 13 de julho de 2015     | 19 de fevereiro de 2016  | Segunda a Sexta     | 21:20               | [ 247 ]                 |
| Guiné                          | Nina TV             | Avenida Brasil        | 13 de julho de 2015     | 19 de fevereiro de 2016  | Segunda a Sexta     | 21:20               | [ 247 ]                 |
| Mali                           | Nina TV             | Avenida Brasil        | 13 de julho de 2015     | 19 de fevereiro de 2016  | Segunda a Sexta     | 21:20               | [ 247 ]                 |
| Senegal                        | Nina TV             | Avenida Brasil        | 13 de julho de 2015     | 19 de fevereiro de 2016  | Segunda a Sexta     | 21:20               | [ 247 ]                 |
| Togo                           | Nina TV             | Avenida Brasil        | 13 de julho de 2015     | 19 de fevereiro de 2016  | Segunda a Sexta     | 21:20               | [ 247 ]                 |
| Benim                          | Nina TV             | Avenida Brasil        | 13 de julho de 2015     | 19 de fevereiro de 2016  | Segunda a Sexta     | 22:20               | [ 247 ]                 |
| Camarões                       | Nina TV             | Avenida Brasil        | 13 de julho de 2015     | 19 de fevereiro de 2016  | Segunda a Sexta     | 22:20               | [ 247 ]                 |
| República Centro-Africana      | Nina TV             | Avenida Brasil        | 13 de julho de 2015     | 19 de fevereiro de 2016  | Segunda a Sexta     | 22:20               | [ 247 ]                 |
| Chade                          | Nina TV             | Avenida Brasil        | 13 de julho de 2015     | 19 de fevereiro de 2016  | Segunda a Sexta     | 22:20               | [ 247 ]                 |
| República Democrática do Congo | Nina TV             | Avenida Brasil        | 13 de julho de 2015     | 19 de fevereiro de 2016  | Segunda a Sexta     | 22:20               | [ 247 ]                 |
| Congo                          | Nina TV             | Avenida Brasil        | 13 de julho de 2015     | 19 de fevereiro de 2016  | Segunda a Sexta     | 22:20               | [ 247 ]                 |
| Guiné Equatorial               | Nina TV             | Avenida Brasil        | 13 de julho de 2015     | 19 de fevereiro de 2016  | Segunda a Sexta     | 22:20               | [ 247 ]                 |
| Níger                          | Nina TV             | Avenida Brasil        | 13 de julho de 2015     | 19 de fevereiro de 2016  | Segunda a Sexta     | 22:20               | [ 247 ]                 |
| Burundi                        | Nina TV             | Avenida Brasil        | 13 de julho de 2015     | 19 de fevereiro de 2016  | Segunda a Sexta     | 23:20               | [ 247 ]                 |
| Gabão                          | Nina TV             | Avenida Brasil        | 13 de julho de 2015     | 19 de fevereiro de 2016  | Segunda a Sexta     | 23:20               | [ 247 ]                 |
| Ruanda                         | Nina TV             | Avenida Brasil        | 13 de julho de 2015     | 19 de fevereiro de 2016  | Segunda a Sexta     | 23:20               | [ 247 ]                 |
| Comores                        | Nina TV             | Avenida Brasil        | 14 de julho de 2015     | 20 de fevereiro de 2016  | Terça a Sábado      | 00:20               | [ 247 ]                 |
| Djibouti                       | Nina TV             | Avenida Brasil        | 14 de julho de 2015     | 20 de fevereiro de 2016  | Terça a Sábado      | 00:20               | [ 247 ]                 |
| Madagáscar                     | Nina TV             | Avenida Brasil        | 14 de julho de 2015     | 20 de fevereiro de 2016  | Terça a Sábado      | 00:20               | [ 247 ]                 |
| Maurícia                       | Nina TV             | Avenida Brasil        | 14 de julho de 2015     | 20 de fevereiro de 2016  | Terça a Sábado      | 01:20               | [ 247 ]                 |
| Seicheles                      | Nina TV             | Avenida Brasil        | 14 de julho de 2015     | 20 de fevereiro de 2016  | Terça a Sábado      | 01:20               | [ 247 ]                 |
| Hungria                        | Duna TV             | A Múlt Fogságában     | 13 de agosto de 2015    | 12 de abril de 2016      | Segunda a Sexta     | 09:3044             | [ 248 ]                 |
| Croácia                        | RTL Passion         | Avenida Brasil        | 19 de agosto de 2015    | 7 de novembro de 2015    | Segunda a Domingo   | 13:3546             | —                       |
| Argentina                      | Telefe              | Avenida Brasil        | 24 de agosto de 2015    | 1.º de março de 2016     | Segunda a Sexta     | 14:00               | [ 249 ]                 |
| Letónia                        | U Channel           | Проспект Бразилии     | 7 de setembro de 2015   | 30 de dezembro de 2015   | Segunda a Sexta     | 21:0051             | [ 250 ]                 |
| Moldávia                       | U Channel           | Проспект Бразилии     | 7 de setembro de 2015   | 30 de dezembro de 2015   | Segunda a Sexta     | 21:0051             | [ 250 ]                 |
| Rússia                         | U Channel           | Проспект Бразилии     | 7 de setembro de 2015   | 30 de dezembro de 2015   | Segunda a Sexta     | 21:0052             | [ 250 ]                 |
| Bielorrússia                   | U Channel           | Проспект Бразилии     | 7 de setembro de 2015   | 30 de dezembro de 2015   | Segunda a Sexta     | 21:0052             | [ 250 ]                 |
| Arménia                        | U Channel           | Проспект Бразилии     | 7 de setembro de 2015   | 30 de dezembro de 2015   | Segunda a Sexta     | 22:0052             | [ 250 ]                 |
| Cazaquistão                    | U Channel           | Проспект Бразилии     | 8 de setembro de 2015   | 31 de dezembro de 2015   | Terça a Sábado      | 00:0052             | [ 250 ]                 |
| Albânia                        | RTV21               | Bulevardi Brazil      | 15 de setembro de 2015  | 25 de abril de 2016      | Segunda a Sexta     | 09:1548             | [ 251 ]                 |
| Kosovo                         | RTV21               | Bulevardi Brazil      | 15 de setembro de 2015  | 25 de abril de 2016      | Segunda a Sexta     | 09:1548             | [ 251 ]                 |
| Macedónia do Norte             | RTV21               | Bulevardi Brazil      | 15 de setembro de 2015  | 25 de abril de 2016      | Segunda a Sexta     | 09:1548             | [ 251 ]                 |
| Chile                          | Canal 13            | Avenida Brasil        | 21 de setembro de 2015  | 1.º de fevereiro de 2016 | Segunda a Sexta     | 16:3049             | [ 252 ]                 |
| Bolívia                        | ATB                 | Avenida Brasil        | 26 de outubro de 2015   | 17 de junho de 2016      | Segunda a Sexta     | 20:30               | [ 253 ]                 |
| Bolívia                        | ATB                 | Avenida Brasil        | 17 de agosto de 2020    | 16 de abril de 2021      | Segunda a Sexta     | 20:50               | [ 253 ]                 |
| Israel                         | Viva                | שדרות ברזיל           | 29 de outubro de 2015   | 12 de junho de 2016      | Domingo a Quinta    | 22:30               | [ 197 ]                 |
| Croácia                        | RTL Passion         | Avenida Brasil        | 7 de novembro de 2015   | 10 de fevereiro de 2016  | Segunda a Domingo   | 13:4550             | —                       |
| Romênia                        | Acasă TV            | Avenida Brasil        | 14 de dezembro de 2015  | 8 de maio de 2016        | Segunda a Domingo   | 20:0056             | [ 254 ]                 |
| Coreia do Sul                  | TeleNovela          | 브라질 애비뉴         | 25 de dezembro de 2015  | 1 de junho de 2017       | Sexta e Sábado64    | 08:3053             | —                       |
| Polónia                        | Polo TV             | Avenida Brasil        | 25 de janeiro de 2016   | 15 de dezembro de 2016   | Segunda a Sexta58   | 15:0057             | [ 255 ]                 |
| Bélgica                        | La Deux             | Avenida Brasil        | 1º de fevereiro de 2016 | 1º de novembro de 2016   | Segunda a Sexta     | 15:1563             | [ 256 ]                 |
| Costa Rica                     | MundoFOX            | Avenida Brasil        | 7 de março de 2016      | 14 de outubro de 2016    | Segunda a Sexta     | 20:00               | —                       |
| Nicarágua                      | MundoFOX            | Avenida Brasil        | 7 de março de 2016      | 14 de outubro de 2016    | Segunda a Sexta     | 20:00               | —                       |
| El Salvador                    | MundoFOX            | Avenida Brasil        | 7 de março de 2016      | 14 de outubro de 2016    | Segunda a Sexta     | 20:00               | —                       |
| Honduras                       | MundoFOX            | Avenida Brasil        | 7 de março de 2016      | 14 de outubro de 2016    | Segunda a Sexta     | 20:00               | —                       |
| Guatemala                      | MundoFOX            | Avenida Brasil        | 7 de março de 2016      | 14 de outubro de 2016    | Segunda a Sexta     | 20:00               | —                       |
| México                         | MundoFOX            | Avenida Brasil        | 7 de março de 2016      | 14 de outubro de 2016    | Segunda a Sexta     | 20:0061             | —                       |
| Namíbia                        | Nina TV             | Brazil Avenue         | 7 de março de 2016      | 14 de outubro de 2016    | Segunda a Sexta     | 20:4054             | [ 257 ]                 |
| Peru                           | MundoFOX            | Avenida Brasil        | 7 de março de 2016      | 14 de outubro de 2016    | Segunda a Sexta     | 21:00               | —                       |
| Equador                        | MundoFOX            | Avenida Brasil        | 7 de março de 2016      | 14 de outubro de 2016    | Segunda a Sexta     | 21:00               | —                       |
| Colômbia                       | MundoFOX            | Avenida Brasil        | 7 de março de 2016      | 14 de outubro de 2016    | Segunda a Sexta     | 21:00               | —                       |
| Panamá                         | MundoFOX            | Avenida Brasil        | 7 de março de 2016      | 14 de outubro de 2016    | Segunda a Sexta     | 21:00               | —                       |
| Venezuela                      | MundoFOX            | Avenida Brasil        | 7 de março de 2016      | 14 de outubro de 2016    | Segunda a Sexta     | 21:3062             | —                       |
| Gana                           | Nina TV             | Brazil Avenue         | 7 de março de 2016      | 14 de outubro de 2016    | Segunda a Sexta     | 21:40               | [ 257 ]                 |
| Libéria                        | Nina TV             | Brazil Avenue         | 7 de março de 2016      | 14 de outubro de 2016    | Segunda a Sexta     | 21:40               | [ 257 ]                 |
| Serra Leoa                     | Nina TV             | Brazil Avenue         | 7 de março de 2016      | 14 de outubro de 2016    | Segunda a Sexta     | 21:40               | [ 257 ]                 |
| Bolívia                        | MundoFOX            | Avenida Brasil        | 7 de março de 2016      | 14 de outubro de 2016    | Segunda a Sexta     | 22:00               | —                       |
| República Dominicana           | MundoFOX            | Avenida Brasil        | 7 de março de 2016      | 14 de outubro de 2016    | Segunda a Sexta     | 22:00               | —                       |
| Nigéria                        | Nina TV             | Brazil Avenue         | 7 de março de 2016      | 14 de outubro de 2016    | Segunda a Sexta     | 22:40               | [ 257 ]                 |
| Paraguai                       | MundoFOX            | Avenida Brasil        | 7 de março de 2016      | 14 de outubro de 2016    | Segunda a Sexta     | 23:0060             | —                       |
| Chile                          | MundoFOX            | Avenida Brasil        | 7 de março de 2016      | 14 de outubro de 2016    | Segunda a Sexta     | 23:0059             | —                       |
| Argentina                      | MundoFOX            | Avenida Brasil        | 7 de março de 2016      | 14 de outubro de 2016    | Segunda a Sexta     | 23:00               | —                       |
| Uruguai                        | MundoFOX            | Avenida Brasil        | 7 de março de 2016      | 14 de outubro de 2016    | Segunda a Sexta     | 23:00               | —                       |
| Botsuana                       | Nina TV             | Brazil Avenue         | 7 de março de 2016      | 14 de outubro de 2016    | Segunda a Sexta     | 23:40               | [ 257 ]                 |
| Lesoto                         | Nina TV             | Brazil Avenue         | 7 de março de 2016      | 14 de outubro de 2016    | Segunda a Sexta     | 23:40               | [ 257 ]                 |
| Malawi                         | Nina TV             | Brazil Avenue         | 7 de março de 2016      | 14 de outubro de 2016    | Segunda a Sexta     | 23:40               | [ 257 ]                 |
| Essuatíni                      | Nina TV             | Brazil Avenue         | 7 de março de 2016      | 14 de outubro de 2016    | Segunda a Sexta     | 23:40               | [ 257 ]                 |
| África do Sul                  | Nina TV             | Brazil Avenue         | 7 de março de 2016      | 14 de outubro de 2016    | Segunda a Sexta     | 23:40               | [ 257 ]                 |
| Zâmbia                         | Nina TV             | Brazil Avenue         | 7 de março de 2016      | 14 de outubro de 2016    | Segunda a Sexta     | 23:40               | [ 257 ]                 |
| Zimbabwe                       | Nina TV             | Brazil Avenue         | 7 de março de 2016      | 14 de outubro de 2016    | Segunda a Sexta     | 23:40               | [ 257 ]                 |
| Quénia                         | Nina TV             | Brazil Avenue         | 8 de março de 2016      | 15 de outubro de 2016    | Terça a Sábado      | 00:40               | [ 257 ]                 |
| Sudão                          | Nina TV             | Brazil Avenue         | 8 de março de 2016      | 15 de outubro de 2016    | Terça a Sábado      | 00:40               | [ 257 ]                 |
| Sudão do Sul                   | Nina TV             | Brazil Avenue         | 8 de março de 2016      | 15 de outubro de 2016    | Terça a Sábado      | 00:40               | [ 257 ]                 |
| Tanzânia                       | Nina TV             | Brazil Avenue         | 8 de março de 2016      | 15 de outubro de 2016    | Terça a Sábado      | 00:40               | [ 257 ]                 |
| Uganda                         | Nina TV             | Brazil Avenue         | 8 de março de 2016      | 15 de outubro de 2016    | Terça a Sábado      | 00:40               | [ 257 ]                 |
| Colômbia                       | RCN                 | Avenida Brasil        | 30 de março de 2016     | 9 de setembro de 2016    | Segunda a Sexta     | 15:00               | [ 258 ]                 |
| Panamá                         | NEXtv               | Avenida Brasil        | 4 de abril de 2016      | 21 de novembro de 2016   | Segunda a Sexta     | 11:00               | [ 259 ]                 |
| Uganda                         | NTV Uganda          | Avenida Brazil        | 24 de maio de 2016      | presente                 | Terça e Quarta      | 22:30               | [ 260 ]                 |
| Polónia                        | Nowa TV             | Zranione uczucia      | 9 de novembro de 2016   | 23 de junho de 2017      | Segunda a Sexta     | 13:0065             | [ 261 ]                 |
| Portugal                       | Globo Portugal      | Avenida Brasil        | 21 de novembro de 2016  | 25 de maio de 2017       | Segunda a Sábado    | 21:00               | [ 262 ]                 |
| Nicarágua                      | Canal 4             | Avenida Brasil        | 13 de fevereiro de 2017 | presente                 | Segunda a Sexta     | 21:00               | [ 263 ]                 |
| Turquia                        | Sony Channel        | Brazil Avenue         | 28 de março de 2017     | 30 de outubro de 2017    | Segunda a Sexta     | 18:15               | [ 264 ]                 |
| Etiópia                        | Kana Tv             | የበቀልመንገድ              | 7 de agosto de 2017     | presente                 | Domingo a Sexta     | 21:00               | [ 265 ]                 |
| Turquia                        | Sony Channel        | Brazil Avenue         | 31 de outubro de 2017   | presente                 | Segunda a Sexta     | 16:45               | [ 266 ]                 |
| Bolívia                        | Red Uno             | Avenida Brasil        | 21 de abril de 2018     |                          | Sábado              | 14:00               | [ 267 ]                 |
| Uruguai                        | Teledoce            | Avenida Brasil        | 22 de outubro de 2018   | 10 de maio de 2019       | Segunda a Sexta     | 17:00               | [ 268 ]                 |
| Tailândia                      | Media Plex          | Brevemente            | Brevemente              | Brevemente               | Brevemente          | 17:30               | [ 269 ]                 |
| Vietname                       | Las Viet            | Brevemente            | Brevemente              | Brevemente               | Brevemente          | Brevemente          | [ 270 ]                 |
| Burquina Fasso                 | RTB                 | Avenida Brasil        | Desconhecido            | Desconhecido             | Desconhecido        | Desconhecido        | [ 271 ]                 |
| Mali                           | ORTM                | Avenida Brasil        | Desconhecido            | Desconhecido             | Desconhecido        | Desconhecido        | [ 271 ]                 |
| Portugal                       | SIC                 | Avenida Brasil        | 2 de janeiro de 2019    | 31 de outubro de 2019    | Segunda a Sexta     | 18:15               | [ 272 ]                 |

## Adaptação
- Leyla: Hayat... Aşk... Adalet...

Uma telenovela turca produzida pela Ay Yapım e exibida pela NOW é protagonizada por Cemre Baysel, Alperen Duymaz, Gonca Vuslateri, Yiğit Kirazcı e Halil İbrahim Ceyhan. 